# Doenjang

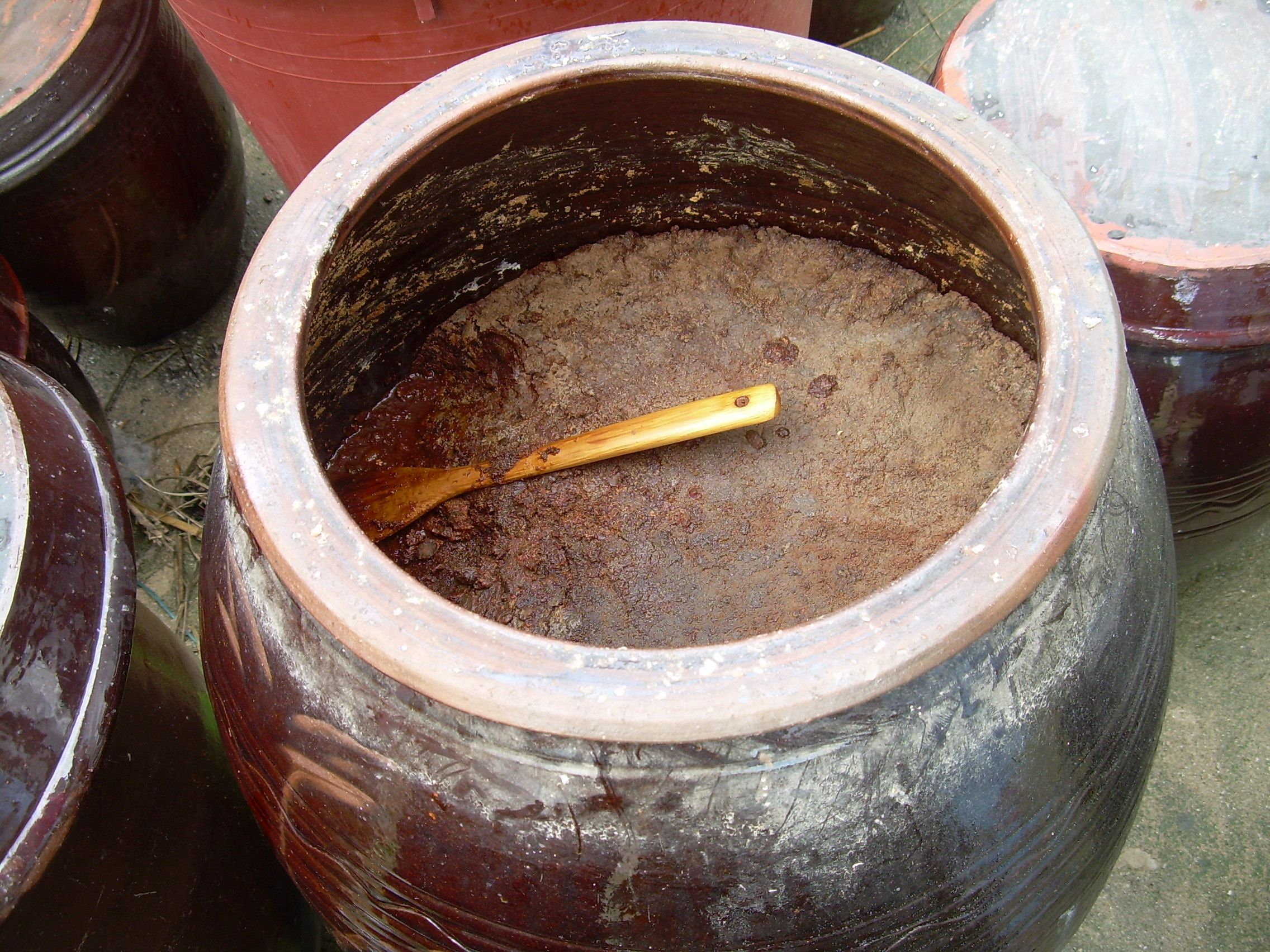
Traditionellt tillverkades Doenjang i lergods.

Doenjang är en koreansk jäst sojabönpasta som används som smaktillsats. Förr tillverkade man den i hemmet,  jäsningen skedde direkt i solljuset. Nuförtiden köper man blandningen oftast i affären.
Doenjang anses av dagens nutritionister som bra för hälsan.
- Doenjang Jjigae som är en typ av koreansk gryta, Jjigae och är den vanligaste rätten i sydkoreanska hem.[1]
- Doenjang Guk är en Guk - en koreansk soppa.[2][3]